# Biovision

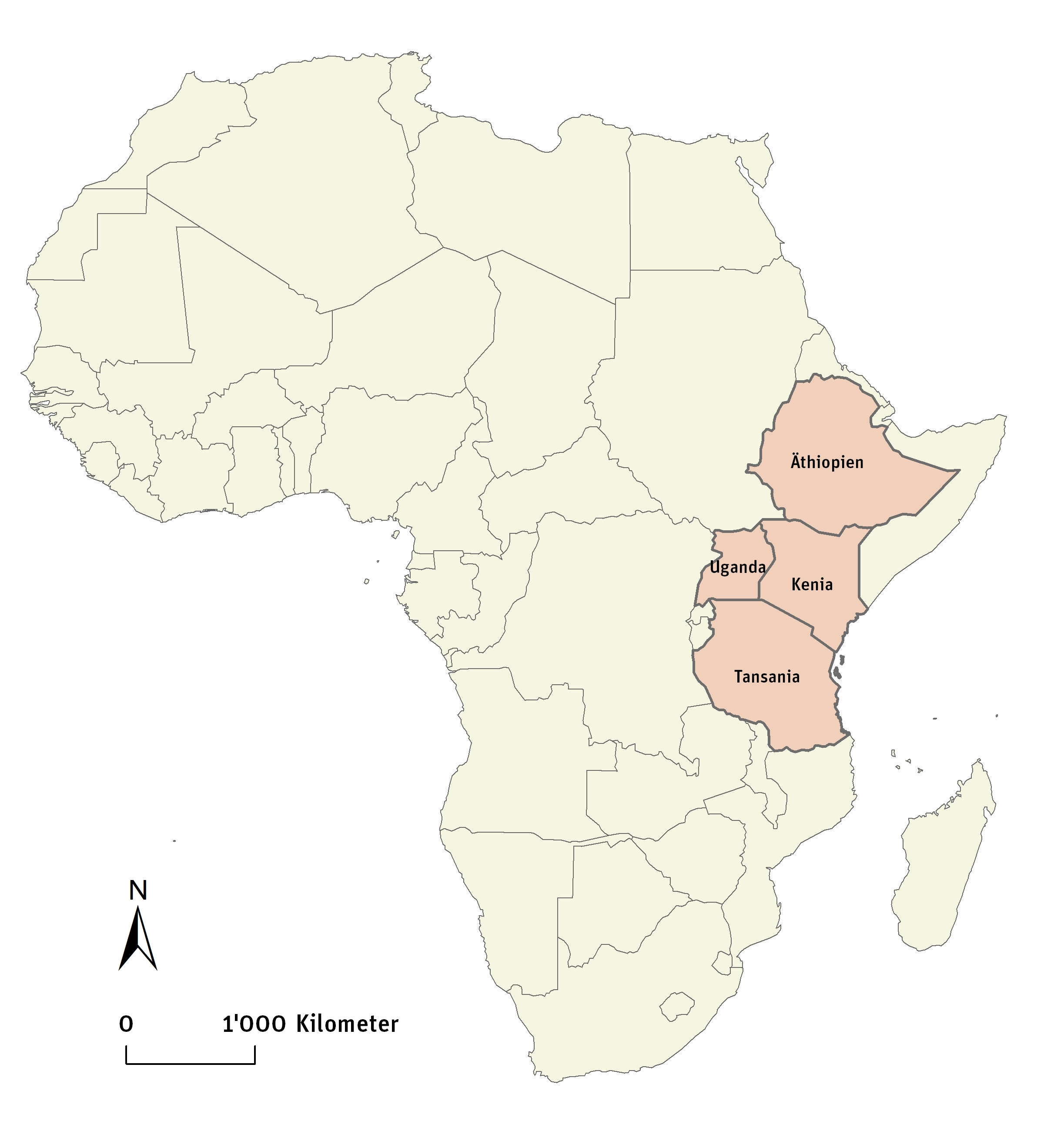
Biovision Schwerpunktländer Athiopien, Uganda, Kenia, Tansania

Biovision – Stiftung für ökologische Entwicklung ist eine gemeinnützige Organisation für projektbezogene, ökologische und nachhaltige Entwicklungszusammenarbeit für Menschen in Subsahara-Afrika und fördert die Erhaltung der natürlichen Lebensgrundlagen im Einklang mit der Natur. Zudem setzt sich Biovision in der Schweiz und auf globaler Ebene für ökologisches Denken und Handeln ein. Die Projekte tragen zur Erreichung verschiedener der Ziele für nachhaltige Entwicklung (Agenda 2030) der UNO bei.
Ziel der Stiftung ist ein Ernährungssystem mit Zukunft – genügend und gesunde Nahrung für alle, die auf umwelt- und sozialverträgliche Weise produziert und konsumiert wird. Biovision fokussiert zur Erreichung ihrer Vision auf Agrarökologie, ein ganzheitlicher Ansatz, der ökologische und soziale Prinzipien verbindet, um Landwirtschafts- und Ernährungssysteme nachhaltig zu gestalten. Dabei geht es darum, das Zusammenspiel von Pflanzen, Tieren, Menschen und Umwelt zu verbessern und soziale Aspekte für ein faires Ernährungssystem zu berücksichtigen.
2012 erhielt Biovision als erste Schweizer NGO den generellen Konsultativstatus im Sozialforum (ECOSOC) der UNO. Ein Jahr später wurde Biovision, zusammen mit ihrem Präsidenten Hans Rudolf Herren, der Alternative Nobelpreis (Right Livelihood Award) verliehen.

## Die Stiftung
Biovision wurde 1998 als gemeinnütziger Verein vom Schweizer Insektenforscher Hans Rudolf Herren mit Sitz in Zürich (Schweiz) gegründet, um die Lebenssituation der Menschen in Afrika nachhaltig zu verbessern und die Natur als Grundlage allen Lebens zu erhalten. Ende 2003 wurde die Rechtsform geändert auf eine Stiftung schweizerischen Rechts unter der Aufsicht des Eidgenössischen Departement des Innern. 2019 wurde ein zweites Büro in Genf eröffnet.
Während als Startkapital Herrens Preisgeld für den Welternährungspreis von 1995 eingesetzt wurde, bilden inzwischen Mitgliederbeiträge, private und institutionelle Zuwendungen sowie Legate und Spenden die finanzielle Grundlage für die Projekte der Stiftung. Seit 2021 ist sie in der Allianz mit dem Centre Ecologique Albert Schweitzer (CEAS) offizielle Partnerin der Schweizerischen Direktion für Entwicklung und Zusammenarbeit (DEZA).
Die Stiftung fördert nach eigenen Angaben im Norden wie im Süden ökologisches Denken und Handeln, dies mit konkreten Projekten und etablierten Kooperationspartnern in der Schweiz wie auch in Subshara Afrika (SSA). Die Stiftung setzt im Rahmen der Nachhaltigkeitsagenda 2030 (Sustainable Development Goals) den Fokus ihrer Tätigkeit auf die Ziele 1 (Keine Armut) und 2 (Kein Hunger). An der Aufnahme und Ausformulierung des zweiten Ziels war Biovision massgeblich beteiligt. Die Stiftung forderte einen klaren Fokus auf Hungerbekämpfung, Ernährungssicherheit, nachhaltige Landwirtschaft und Klimaanpassung.
Der holistische Ansatz dient dem übergeordneten Ziel, ein Ernährungssystem mit Zukunft zu erreichen, in dem auf umwelt- und sozialverträgliche Weise Nahrung produziert und konsumiert wird. Die internationale Entwicklungszusammenarbeit von Biovision soll vor allem Kleinbäuerinnen und -bauern in Subsahara-Afrika erreichen. Sie machen gemäss FAO zwischen 60 und 80 % der Bevölkerung aus und produzieren rund 90 % der Lebensmittel. Damit sind kleinbäuerliche Strukturen massgeblich an der Sicherung einer ausreichenden und gesunden Ernährung der Menschen auf dem Kontinent, sowie für die Gestaltung der Kulturlandschaften, die nachhaltige Nutzung natürlicher Ressourcen und für die Erhaltung der Biodiversität, beteiligt.

## Arbeitsweise

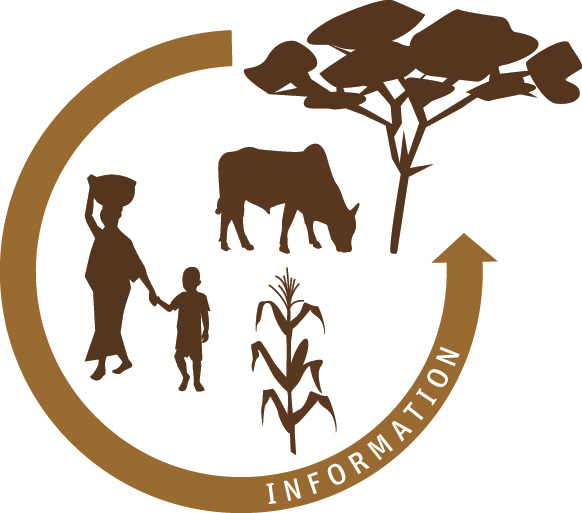
Ganzheitlicher Ansatz „4G+i“ 4 mal „G“ für Gesundheit der Menschen, Tiere Pflanzen und Umwelt und „i“ für Information

Die Stiftung folgt dem ganzheitlichen Ansatz „4 G plus i“ als Grundlage einer ökologischen und nachhaltigen Entwicklung. „4 G“ steht dabei für die Gesundheit von Menschen, Tieren, Pflanzen und der Umwelt. „i“ steht für die Verbreitung von Information und Wissen. Zentral in den Bereichen „Menschen“ und „Tiere“ ist beispielsweise die Armutsreduktion durch ökologische Ursachenbekämpfung von Infektionskrankheiten, welche durch Insekten übertragen werden. In den Bereichen „Pflanzen“ und „Umwelt“ ist ein Hauptziel die Verbreitung von biologischen Methoden anstelle von synthetischen Pflanzenschutz- und Düngemitteln. Um die Ernährungssituation nachhaltig sicherzustellen, setzt Biovision auf lokal angepasste ökologische Methoden den Schutz der Ökosysteme sowie die Förderung der Ausbildung von Kleinbauern um sie unabhängiger zu machen. Dies mit dem übergeordneten Ziel, die natürlichen Ökosystemleistungen auch für zukünftige Generationen zu erhalten.
Die Stiftungsarbeit ist in drei Schwerpunktprogramme gegliedert: Entwicklungsprojekte, Nachhaltigkeitsagenda in der Schweiz sowie Politikdialog & Anwaltschaft. In Entwicklungsprojekten werden zusammen mit lokalen Partnern in Subsahara-Afrika, auf Basis wissenschaftlich gestützter Methoden für eine nachhaltige Nutzung natürlicher Ressourcen, erarbeitet und umgesetzt. Diese sollen für die Begünstigten zur konkreten Verbesserung ihrer Lebensbedingungen führen und die Wirksamkeit der Lösungsansätze aufzeigen. Gewonnenes Wissen wird in Informationsprogrammen aufbereitet um „Handlungswissen“ zu erfolgreichen Lösungen einer breiteren Schicht der Bevölkerung zugänglich zu machen. Erkenntnisse aus Entwicklungsprojekten und Informationsprogrammen sollen auch der Einflussnahme auf den internationalen Politikdialog dienen, in den sich die Stiftung aktiv einbringt. Die Stiftung orientiert sich dabei im Wesentlichen an den Empfehlungen des Weltagrarberichtes IAASTD und folgt als Referenzrahmen der Agenda 2030 mit den 17 Sustainable Development Goals (SDGs), die 2015 von der UNO verabschiedet wurden. Zusammen mit dem Interdisziplinären Zentrum für Nachhaltige Entwicklung und Umwelt (CDE) der Universität Bern hat Biovision SDSN Switzerland aufgebaut. Das Sustainable Solutions Development Network in der Schweiz ist ein Ableger des globalen SDSN. Biovision und CDE wurden vom Exekutivausschuss des internationalen SDSN dazu ernannt, dieses Netzwerk in der Schweiz zu etablieren. Im Rahmen der Umsetzung der Nachhaltigkeitsziele in der Schweiz unterhält Biovision zudem ein Sensibilisierungs- und Aufklärungsprogramm (u. a. an Schulen und in Gemeinden), welches den Konsumenten den nachhaltigen Konsum näher bringt, unter anderem mit der interaktiven Wanderausstellung «CLEVER, spielend intelligent einkaufen».

## Projekte
Kenia ist ein Schwerpunktland der Stiftung. Seit 1998 unterstützt die Stiftung hier verschiedene Projekte, v. a. in der Umsetzung von ökologischen Methoden zur Gesundheitsförderung und in der Landwirtschaft. Beispiele hierfür sind die Aufklärungsarbeit zur Tropenkrankheit Malaria und die Verbreitung der Push-Pull-Methode, eine Art der ökologischen Schädlingsbekämpfung in Mais- und Hirsefeldern. In Kenia ist auch das Forschungsinstitut icipe beheimatet, das von Hans Rudolf Herren rund 10 Jahre geleitet wurde und für Biovision eine der wichtigsten Partnerorganisationen in Afrika ist. Ein ab 2010 laufendes Projekt brachte in Zusammenarbeit mit den Borana die Kamelhaltung in Isiolo County zurück, welche dort bis 80 Jahre zuvor gang und gäbe gewesen war und baute die Vermarktung der Kamelmilch auf. Im Jahr 2014 produzierten Bauern in West Pokot nach dem Aufbau einer geeigneten Struktur über 99 Tonnen Honig.
Äthiopien ist seit 2001 ein weiteres Schwerpunktland. Unterstützt werden Projekte in der Umsetzung von ökologischen Methoden zur Gesundheitsförderung und in der nachhaltigen Landwirtschaft beziehungsweise Landnutzung. Die Stiftung arbeitet mit lokalen Partnerorganisationen und der Zweigstelle des icipe in Addis Abeba zusammen. Wie auch in Kenia sollen Projekte zur Honigproduktion den Bauern eine zusätzliche Einkommensquelle eröffnen.
In Tansania konzentriert sich die Stiftung seit 2006 auf die Erhaltung der Biodiversität und die schonende Nutzung der natürlichen Ressourcen. Dazu besteht eine Zusammenarbeit mit dem Eastern Arc Mountains Conservation Endowment Fund (EAMCEF). Auch die Organisation Sustainable Agriculture Tanzania (SAT) gehört seit Jahren zu den wichtigen Partnern von Biovision. Sie pflegt eine etablierte Verbindung zur Sokoine Universität in Morogoro und setzt sich für eine bessere Ausbildung der lokalen Bevölkerung im Bereich der Agrarökologie ein. Dazu betreibt SAT unter anderem ein eigenes Ausbildungszentrum für Bauern in ökologischer Landwirtschaft in Morogoro.
Seit 2009 ist die Stiftung in Uganda aktiv. Durch die Unterstützung traditioneller Heiler in der Nutzung und im Anbau von lokalen Heilpflanzen trägt die Stiftung zum Schutz der Biodiversität der umliegenden Wälder bei.
2009 erfolgte die Gründung der Partnerorganisation von Biovision in Kenya: Biovision Africa Trust. Die Stiftung Biovision beteiligte sich am Aufbau einer «Schwesterorganisation» in Ostafrika. Der Biovision Africa Trust ist eine in Kenya registrierte, unabhängige und als gemeinnützig anerkannte Organisation nach kenianischem Recht. Mit Sitz in Nairobi ist dieser Trust in der Umsetzung, Förderung und Verbreitung ökologischer Methoden zur Armutbekämpfung und der Stärkung der Ernährungssicherheit in Afrika tätig.
Der laut Stiftung global allzu leichtfertige Umgang mit natürlichen Ressourcen und auch die Erhaltung der Biodiversität lasse sich lokal nicht bewerkstelligen. Deshalb engagiert sich die Stiftung Biovision gemeinsam mit dem Biovision Africa Trust und dem Millennium Institute im Politikdialog und im Informationsbereich in länderübergreifenden Programmen. Die Stiftung setzt sich für einen Kurswechsel in der globalen Landwirtschaftspolitik ein, so z. B. an der globalen Umweltkonferenz der UNO und dem Umweltgipfel Rio 2012 (Rio+20) sowie auf Ebene des Wirtschafts- und Sozialrats der UNO (ECOSOC) in New York. Mit der Förderung der Agrarökologie als nutzbringenden, umfassenden und nachhaltigen Ansatz, setzt sich die Stiftung Biovision mit Erfahrung und Praxiswissen im Politikdialog über Lösungen globaler Herausforderungen wie Klimawandel, zunehmenden Boden- und Biodiversitätsverlust, Landflucht, Gesundheit sowie Armutsbekämpfung im globalen und regionalen Kontext zur Erreichung der Ziele der Agenda 2030 ein.

## Auszeichnungen
2010 erhielt das Biovision-Projekt Muliru Farmers Conservation Group, Kakamega, Kenia den UNDP Equator-Preis für die Verbesserung der lokalen Existenzgrundlage durch kommerzielle Kultivierung und Verarbeitung von einheimischen Medizinalpflanzen unter Bewahrung der Biodiversität.
2010 wurde Biovision mit Hans Herren und den Push-Pull-Bauern in Kenya der One World Award verliehen.
2013 wurde die Stiftung zusammen mit ihrem Gründer mit dem auch als alternativen Nobelpreis bekannten Right Livelihood Award ausgezeichnet. Die Jury begründete den Entscheid mit Hans Rudolf Herrens wissenschaftlicher Kompetenz und bedeutsamer praktischer Arbeit als Wegbereiter für eine „gesunde, sichere und nachhaltige globale Nahrungsversorgung.“